# Sofiane Augarreau
Cédric Sofiane Augarreau (Annemasse, 10 maart 2001) is een Frans voetballer die door Olympique Lyon wordt uitgeleend aan Excelsior Virton.

## Clubcarrière
Augarreau genoot zijn jeugdopleiding bij A Estrela de Ville-la-Grand, Evian TG, MQ Annemasse Sud en Olympique Lyon. Op 25 augustus 2018 maakte hij zijn officiële debuut voor Olympique Lyon B, het tweede elftal van Lyon in de Championnat National 2. In de seizoenen 2018/19 en 2019/20 nam hij met de U19 van de club ook deel aan de UEFA Youth League. In juli 2019 ondertekende hij zijn eerste profcontract bij de club.
In januari 2022 leende Lyon hem voor de rest van het seizoen uit aan de Belgische tweedeklasser Excelsior Virton.
2 Vinck ·
3 Rizzo ·
4 Doué ·
5 Hamzaoui ·
7 Bukusu ·
8 Sadin  ·
9 Sula ·
10 Pinga ·
11 Ahlinvi ·
14 Guillaume ·
17 Allach ·
18 Mouaddib ·
20 Napoletano ·
21 Aabbou ·
23 Martin ·
24 Hery ·
26 Awassi ·
28 Droehnle ·
Masangu ·
Coach: Grégoire